# 미에촌 (나가사키현 미나미타카키군)
미에촌(三会村)은 나가사키현 미나미타카키군에 설치되었던 촌이다. 현재의 시마바라시에 해당한다.

## 역사
- 1889년 4월 1일 - 정촌제 시행에 의해 미나미타카키군 미에촌이 성립하였다.
- 1955년 4월 1일 - 시마바라시에 편입해, 미에촌은 소멸하였다.

## 교통

### 철도
- 시마바라 철도
  - 시마바라 철도선

## 참고문헌
- 角川日本地名大辞典 42 長崎県
- 長崎県南高来郡町村要覧．上編「三会村」 （1893年） 国立国会図書館デジタルコレクション
- 市村の廃置分合 昭和30年3月31日総理府告示第1074号（島原市例規集）